# Dendronephthya gigantea
Dendronephthya gigantea is een zachte koraalsoort uit de familie Nephtheidae. De koraalsoort komt uit het geslacht Dendronephthya. Dendronephthya gigantea werd in 1864 voor het eerst wetenschappelijk beschreven door Verrill. 